# Gynacantha nausicaa
Gynacantha nausicaa là loài chuồn chuồn trong họ Aeshnidae. Loài này được Ris mô tả khoa học đầu tiên năm 1915.